# 岐阜市內線
岐阜市內線（日语：／）是連接岐阜站前站至忠節站之間，以及連接徹明町站至長良北町站之間的名古屋鐵道（名鐵）路面電車線。整條線都是在岐阜縣岐阜市內行走。該線在2005年4月1日全線廢除。

## 概要
岐阜市內線是在岐阜市區內行走的路面電車。全線都是與道路共用。路線從JR東海岐阜站北口開始，在途經名鐵岐阜站西邊後，徹明町至千手堂之間途經徹明通（岐阜東西通），千手堂至忠節之間途經忠節橋通，徹明町至長良北町之間途經長良橋通。
車費方面，所有路線都係均一價格（截至廢除一刻為170日圓）。當乘坐電車直通至揖斐線等路線時，將會另外收取該路線的車費（揖斐線的車費計算方式是按照乘車距離）。當電車實施一人控制時，只於岐阜市內線行走的電車不會發行乘車整理券。當電車直通至揖斐線時，由於車費在忠節站起按乘坐距離長短而收取不同費用，因此便會發行乘車整理券。由於每乘車一次時需要支付一次車費，因此當乘客在徹明町站轉乘美濃町線時，乘客需要在岐阜市內線電車內支付車費後，需要在美濃町線電車重新計算車費（沒有轉乘券或轉乘優惠）。

## 路線資料
※如沒有特別指明，資料截至路線廢除前一刻
- 路線距離（營業距離）：
  - 岐阜站前至忠節之間：3.7公里（2005年廢除）
  - 徹明町至長良北町之間：3.9公里（1988年廢除）
- 軌距：1067毫米
- 車站數目：20座（包括起終點站）
- 雙線區間：全線
- 電氣化區間：全線（直流600V）

## 歴史
美濃電氣軌道在1911年（明治44年）開通了站前（即後來的新岐阜站前站附近）至今小町（後來的大學醫院前站）之間的電車路線，該區間中部分區間後來變為長良線。而忠節方向的路段在1925年（大正14年）開通。
岐阜站前站附近區間隨著岐阜站與新岐阜站遷移，使該處的路段也曾經作出數次改動。而忠節站附近路段也曾經經歷數次改動。

### 表明廢除前
由於機動化（汽車社會）的發展等理由，岐阜市長年對於岐阜市內線有著敵對的姿勢。在1967年（昭和42年），市議會通過了有關把路面電車廢除的決議，但是由於與名鐵商討賠償時發生問題而擱置，該決議直至現時還有效。
在1961年（昭和36年）2月，名鐵發表構想在長良橋至養老之瀧之間建設單軌鐵路路線。在該構想中，長良橋至岐阜站之間也更換為單軌鐵路，以取代市內線，可以後來沒有實質進展。在1970年（昭和45年）起，當時的上松陽助市長向岐阜市都市交通研究會指示，把市內線全線更換為都市單軌鐵路，構想了「岐阜市單軌鐵路」。但是這個構想在1975年（昭和50年）被凍結。
在岐阜市內線中，電車與汽車共用同一路面，但是由於道路本身比較狹窄，因此通常在其他日本地方中，根據道路交通法，汽車是禁止行走在路軌上。而導致在交通擁擠時，電車難以到達岐阜站前站總站，使電車經常以新岐阜站前站作終點站和折返。另外，也是由於這個原因，除了岐阜站前站外，其他電車站不可以設立安全島（如果設立安全島，便會阻礙汽車通過電車站）。使乘客上下車時會有一定危險性（乘客較容易被汽車碰撞）。而管理當地交通的岐阜縣警對於設置安全島和禁止汽車在路軌上行駛有著一個消極的態度。若果在電車線上設置安全島，使交通量較多的幹線道路（例如國道157號等）中，巴士與貨車等大型車輛通行時會較為困難。
在1988年（昭和63年）前，岐阜市內線從徹明町站沿長良橋通北上至長良北町站之間的一段被稱為長良線（本來，岐阜市內線岐阜站前至長良北町之間被稱為本線，而徹明町至忠節之間被稱為忠節支線）。由於配合舉行岐阜中部未來博，為了避免對交通造成更多阻礙，因此長良線在同年被廢除。在這方面，岐阜市與岐阜縣警對於汽車優先的政策都是一致的。而從長良北町站繼續北上的高富線，以及從千手堂站向西方延伸的鏡島線，均在1960年代被廢除。
雖然岐阜市內線與其連接的路線慢慢地縮短（在1999年〈平成11年〉4月1日，美濃町線新關至美濃之間，2001年〈平成13年〉10月1日谷汲線全線，揖斐線本揖斐至黑野之間），在1997年（平成9年）引入Mo780形，在2000年（平成12年）美濃町線系統中引入Mo800形，相繼引入新電車，以試圖提高服務質素。
在2003年（平成15年）1月24日，名古屋鐵道表明與周邊自治體檢討不再營運包含此線在內的600伏特電氣化區間的路線。而岐阜市為了研究可否把電車繼續保留下來，在同年10月14日至11月28日之間實行「路面電車交通社會實驗」。當中在主要電車站設置臨時的安全島，並且禁止汽車在路軌上行走。這樣以確保乘客的安全性和列車行走的定時性。在社會實驗過後，受到乘客的好評，可是沒有因此而增加客量。對於司機的角度，這些措施還增加了交通擁擠，不滿的聲音也隨之而起。
另外在岐阜站前至新岐阜站前之間，由於主要地方道岐阜停車場線進行工程。在2003年（平成15年）12月1日起至廢除日前日的2005年（平成17年）3月31日之間暫停營業。而新岐阜站在2005年（平成17年）1月29日改名為名鐵岐阜站，可是新岐阜站前站沒有跟隨改名。

## 路線圖

路線圖

### 表明廢除
在得到上節提及社會實驗的結果後。在2004年，名鐵正式表明不再營運岐阜市內線等600伏特電氣化區間路線。同年3月，向當地交通部門提交廢除許可申請書和廢除通知。
在名鐵宣布廢除路線後，當地成立了委員會，探討可否把這些路線變為民營方式繼續保留下來。另外也舉行了簽署運動，希望能夠保留這些路線。在岐阜市內線、揖斐線與美濃町線周邊地區收集了七萬多人簽署。在當時的新聞報導中，時任岐阜市長細江茂光對於這次運動表示「繼續積極進行檢討」。另外，沿線的自治會聯絡委員會與沿線高校等也希望能夠保留電車路線。當時，除了岡山電氣軌道（後來隨著承繼南海電氣鐵道貴志川線而成立子公司和歌山電鐵，具有資金和營運兩方面支援經驗的公司）外，法國的CONNEX （現時：威立雅運輸）也表示會提供支援與進行試探。同年6月28日，岡山電氣軌道發表了當由該公司營運電車路線時試算結果。
所有持措施都是以鐵路沿線地方政府的公共資金注入為前提的，但都以失敗告終。同時，岐阜縣面臨著椿戶非法傾倒工業廢料的問題，財政重建是當務之急2005年7月27日，市政府宣布，因客運量減少、財政困難，無法對公共交通給予財政支持。
實行這些支援措施的前提是由沿線自治體投入公共資金，可是最終都是失敗告終。同一時期，岐阜市面對椿洞非法傾倒工業廢料的問題，因此岐阜市在7月27日發表，由於客量減少加上財政困難，不能夠財政上支援公共交通，使包含此線在內的600伏特電氣化區間路線將會在2005年4月1日廢除。這是繼2000年（平成12年）11月西日本鐵道北九州線廢除後，下一條廢除的日本國內路面電車。

### 廢除後的動向
沿線自治體在收到名鐵放棄繼續營運的正式通知後，開始要求中部運輸局和名鐵確保有替代交通安排。通常路線廢除前6個月需要決定替代交通服務公司，但是公開招募替代巴士公司的工作推遲至2004年（平成16年）11月才開始。同年12月，名鐵集團旗下的岐阜巴士投標，並且決定由該巴士公司提供替代交通。
在轉為巴士服務當初，由於上述提及推遲了公開招募，因此接下來的手續也延遲了，使未能確保有足夠的巴士與巴士司機，加上較多私家車使用路面導致交通擠塞，以導致巴士時常發生延誤。
另外，根據管轄岐阜市內線區域的岐阜中警署統計，在路線廢除後，交通事故傷亡數字比廢除前減少約20%。在通勤時段，路面上私家車數目增加5%。另外，在東邊方面（美濃町線沿線），雖然車龍長度增加，但是擠塞時間卻縮短了。而西邊方面（揖斐線沿線），車龍長度與擠塞時間有惡化的跡象。
2005年（平成17年）8月，關市一間購物中心「MEGO」（吉之島在該處設有分店）的管理公司表示有意接管600伏特電氣化區間（把路面電車繼續經營）。同時成立了新的鐵路公司，並委托岡山電氣軌道經營該公司。可是，由於繼承的前提是使用廢線前檢討中其中一個方案，把路線以上下分離方式營運。而必要的資金大部分都是依賴沿線自治體，因此自治體不支援這個方案。另外，名鐵也由於軌道用地等資産已轉讓給自治體，因此不同意進行談判。
對於重開鐵路服務並沒有任何具體進展，另外在雨天時，汽車行駛路軌時會有機會打滑，在冬季時，路軌凍結而引發交通事故。在這些理由下，在同年9月6日起，開始陸續把道路上的路軌撤走。在部分區間的路軌沒有撤走，變為在路面上再鋪上一層瀝青。在撤走鐵影設施其間，上述提及的在2006年（平成18年）10月23日撤回了軌道業務申請。
另外，在2011年（平成23年）11月，岩田知也（北海道 綜合政策部）與加藤博和（名古屋大學準教授）發表一項研究中，從成本效益分析角度中，雖然廢線後，整體的福利增加了，也解決了大部分公司的赤字，但是乘客改為乘坐巴士的百分比下降了。在過去，路面上設有路軌對於岐阜的城市空間結構有所影響，但是當路線廢除後，便變得沒有影響。在2005年（平成17年），名古屋大學加藤博和與學生在土木學會的一次發表中，指出繁忙時間，乘客轉為乘坐巴士的百分比只有60%左右。在上學的層面上，岐阜市內沿線高校的入學考試比例也在路線廢除後減少了，這顯示出廢線會影響上學需求。

### 年表

岐阜站周邊的車站/電車站與走線變遷

除非另外加設注腳，否則以下年表參考自《日本鐵道旅行地圖帳》與。
- 1911年（明治44年）
  - 2月11日 美濃電氣軌道站前至今小町之間開業。
  - 10月7日 今小町至本町之間開業。
- 1912年（大正元年）8月28日 本町至長良橋之間開業。
- 1913年（大正2年）8月21日 隨著國鐵岐阜站遷移車站，站前（後來名為岐阜站前）站也遷移。
- 1914年（大正3年）12月26日 笠松線（後來為名古屋本線的一部分）新岐阜站（第一代）啟用。市內線新設新岐阜站以方便轉乘。
- 1915年（大正4年）11月20日 長良橋至長良北町之間開業。與長良輕便鐵道（後來名為高富線）連接。
- 1918年（大正7年）10月 車廠由梅林附近遷移至長住町附近。
- 1925年（大正14年）
  - 6月1日 徹明町至千手堂之間開業。與前年開業的鏡島線連接。
  - 12月11日 千手堂至忠節橋之間開業。當時可於忠節橋步行轉乘北方線（後來名為揖斐線）。
- 1930年（昭和5年）
  - 8月20日 名古屋鐵道與美濃電氣軌道合併。成為名古屋鐵道岐阜市內線。
  - 9月5日 名古屋鐵道改名為名岐鐵道。
- 1935年（昭和10年）8月1日 名岐鐵道改名為名古屋鐵道。
- 1943年（昭和18年）2月22日 新岐阜站與站前站合併。
- 1948年（昭和23年）
  - 4月18日 - 站前站改名為岐阜站前站。
  - 8月1日 忠節橋站遷移至忠節站（第2代）附近。
- 1952年（昭和27年）5月1日 岐阜站前站遷移。
- 1953年（昭和28年）7月1日 忠節橋至忠節之間開業，忠節橋改名為早田。
- 1954年（昭和29年）12月21日 揖斐線的走線變更，該線連接忠節站（第三代）。
- 1967年（昭和42年）
  - 4月 岐阜工場遷移至市之坪（日语：岐阜検車区）。
  - 7月24日 所有車輛改為轉向架車[13]。
  - 12月17日 直通至揖斐線的急行開始營運。
- 1982年（昭和57年）3月 新岐阜站前至新岐阜（各務原線內）之間的聯絡線廢除。
- 1988年（昭和63年）
  - 6月1日 徹明町至長良北町之間3.9公里路段廢除。
  - 7月 新岐阜站前至舊岐阜工場之間的側線被撤走。
- 2003年（平成15年）12月1日 岐阜站前至新岐阜站前之間暫停營運。
- 2005年（平成17年）4月1日 岐阜站前至忠節之間3.7公里路段被廢除，全線廢除。

## 運行形態

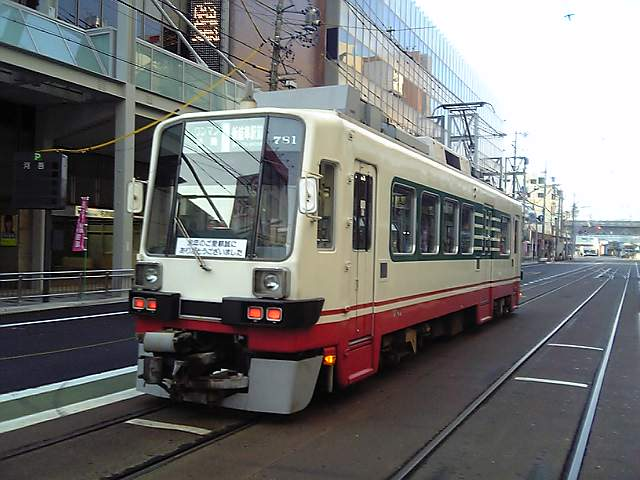
位於新岐阜站前站的名鐵Mo780形電動列車

在2003年（平成15年）12月1日時間表修正起，行走於新岐阜站前至忠節之間的電車服務時間由早上5時時段至晚上10時時段。大約5至15分鐘（日間為15分鐘）一班。在1967年（昭和42年），Mo510形、Mo520形開始行走直通至揖斐線的急行班次後，後來Mo560形與Mo570形也加入行走至忠節的班次。在早上和黃昏時段並沒有直通急行班油，Mo570形會行走急行班次。後來隨著市內線減班，以及Mo780形與Mo770形投入服務。在2001年（平成13年）10月1日時間表修正中，除了早晚部分班次外，所有列車均直通至揖斐線內。在此以前，黑野每小時設有6班電車，當中4班直通至市內線，其餘2班是急行列車，於美濃北方或忠節折返。以市內電車班次來說，這個班次已經不俗（在名鐵廢除前一刻的路線中，擁有最多班次數目）。直通至揖斐線的急行班次在市內線區間會各站停車。從前，急行班次在市內線的停車站只有新岐阜、徹明町、千手堂、西野町和忠節。部分班次為一人控制。
徹明町至長良北町之間的長良線在1988年（昭和63年）廢除前，由於在伊奈波通後方的路段中，設有一些急彎，因此只會使用Mo550形（部分時候也會使用Mo560形與Mo530形）。半數電車會在長良北町或伊奈波通折返。在夏季煙花大會時，從黃昏起，所有電車會在伊奈波通折返，當時除了使用Mo550形外，也會使用大型電車行走，例如Mo570形或Mo590形，以運送觀賞煙花的乘客。

## 車站列表
- 車站名稱、接續路線名稱、營業距離與所在地取自路線廢除當刻。
- 岐阜站前至新岐阜站前之間的路段於2003年起暫停營業。

| 路線名   | 中文停留所名 | 日文停留所名 | 英文停留所名      | 停留所間距離 | 營業距離   | 營業距離 | 接續路線                                               |
| 路線名   | 中文停留所名 | 日文停留所名 | 英文停留所名      | 停留所間距離 | 以各路線計 | 總長度   | 接續路線                                               |
| -------- | ------------ | ------------ | ----------------- | ------------ | ---------- | -------- | ------------------------------------------------------ |
| 本線     | 岐阜站前     | 岐阜駅前     | Gifu-eki-mae      | -            | 0.0        | 0.0      | 東海旅客鐵道（JR東海）：東海道本線、高山本線（岐阜站） |
| 本線     | 新岐阜站前   | 新岐阜駅前   | Shin-Gifu-eki-mae | 0.3          | 0.3        | 0.3      | 名古屋鐵道：名古屋本線、各務原線（名鐵岐阜站）         |
| 本線     | 金寶町       | 金宝町       | Kimpōchō          | 0.4          | 0.7        | 0.7      |                                                        |
| 本線     | 徹明町       | 徹明町       | Tetsumeichō       | 0.2          | 0.9        | 0.9      | 名古屋鐵道：美濃町線、岐阜市內線本線（1988年廢除）     |
| 忠節支線 | 徹明町       | 徹明町       | Tetsumeichō       | 0.2          | 0.0        | 0.9      | 名古屋鐵道：美濃町線、岐阜市內線本線（1988年廢除）     |
| 忠節支線 | 金町         | 金町         | Koganemachi       | 0.3          | 0.3        | 1.2      |                                                        |
| 忠節支線 | 千手堂       | 千手堂       | Senjudō           | 0.4          | 0.7        | 1.6      | 名古屋鐵道：鏡島線（1964年廢除）                       |
| 忠節支線 | 本鄉町       | 本郷町       | Hongōchō          | 0.3          | 1.0        | 1.9      |                                                        |
| 忠節支線 | 西野町       | 西野町       | Nishinomachi      | 0.5          | 1.5        | 2.4      |                                                        |
| 忠節支線 | 早田         | 早田         | Sōden             | 0.8          | 2.3        | 3.2      |                                                        |
| 忠節支線 | 忠節         | 忠節         | Chūsetsu          | 0.5          | 2.8        | 3.7      | 名古屋鐵道：揖斐線（直通）                             |

| 路線名 | 中文停留場名 | 日文停留場名 | 英文停留場名     | 停留所間距離 | 營業距離   | 營業距離     | 接續路線                                 |
| 路線名 | 中文停留場名 | 日文停留場名 | 英文停留場名     | 停留所間距離 | 從徹明町計 | 從岐阜站前計 | 接續路線                                 |
| ------ | ------------ | ------------ | ---------------- | ------------ | ---------- | ------------ | ---------------------------------------- |
| 本線   | 徹明町       | 徹明町       | Tetsumeichō      | -            | 0.0        | 0.9          | 名古屋鐵道：美濃町線、岐阜市內線忠節支線 |
| 本線   | 岐阜柳瀨     | 岐阜柳ヶ瀬   | Gifu Yanagase    | 0.3          | 0.3        | 1.2          | 美濃町線（舊線，1950年廢除）             |
| 本線   | 市役所前     | 市役所前     | Shiyakusho-mae   | 0.3          | 0.6        | 1.5          |                                          |
| 本線   | 大學醫院前   | 大学病院前   | Daigakubyōin-mae | 0.4          | 1.0        | 1.9          |                                          |
| 本線   | 伊奈波通     | 伊奈波通     | Inaba-dōri       | 0.5          | 1.5        | 2.4          |                                          |
| 本線   | 本町         | 本町         | Honmachi         | 0.4          | 1.9        | 2.8          |                                          |
| 本線   | 材木町       | 材木町       | Zaimokuchō       | 0.4          | 2.3        | 3.2          |                                          |
| 本線   | 公園前       | 公園前       | Kōen-mae         | 0.3          | 2.6        | 3.5          |                                          |
| 本線   | 長良橋       | 長良橋       | Nagara-Bashi     | 0.5          | 3.1        | 4.0          |                                          |
| 本線   | 鵜飼屋       | 鵜飼屋       | Ukaiya           | 0.4          | 3.5        | 4.4          |                                          |
| 本線   | 長良北町     | 長良北町     | Nagarakitamachi  | 0.4          | 3.9        | 4.8          | 名古屋鐵道：高富線（1960年廢除）         |

## 車輛

### 車輛數目的變遷
| 年        | 510形 | 520形 | 770形 | 780形 | 550形 | 560形 | 570形 | 總計(空調車輛) |
| --------- | ----- | ----- | ----- | ----- | ----- | ----- | ----- | -------------- |
| 1978      | 5     | 5     |       |       | 8     | 6     | 5     | 29(0)          |
| 1982-1983 | 5     | 5     |       |       | 8     | 6     | 5     | 29(0)          |
| 1984-1986 | 5     | 5     |       |       | 8     | 3     | 5     | 26(0)          |
| 1987      | 5     | 5     | 4     |       | 8     | 3     | 5     | 30(4)          |
| 1988      | 5     | 2     | 4     |       | 8     | 2     | 5     | 26(4)          |
| 1989-1994 | 3     |       | 8     |       | 6     |       | 5     | 22(8)          |
| 1995-1997 | 3     |       | 8     |       | 3     |       | 5     | 19(8)          |
| 1998      | 3     |       | 8     | 4     |       |       | 5     | 20(12)         |
| 1999-2000 | 3     |       | 8     | 7     |       |       | 4     | 22(15)         |
| 2001-2004 | 2     |       | 8     | 7     |       |       | 3     | 20(15)         |

- 1978年在10月1日統計。82、83年在1月1日統計。84年起在4月1日統計。
- 參考：《私鐵車輛編成表各年版》，J・R・R

## 注腳